# Stenoxenus excentricus
Stenoxenus excentricus är en tvåvingeart som beskrevs av Lane 1961. Stenoxenus excentricus ingår i släktet Stenoxenus och familjen svidknott. Inga underarter finns listade i Catalogue of Life.